# 4049 Noragalʹ
A 4049 Noragalʹ (ideiglenes jelöléssel 1973 QD2) a Naprendszer kisbolygóövében található aszteroida. Tamara Mihajlovna Szmirnova fedezte fel 1973. augusztus 31-én.